# CSVH
CSVH was een op 24 september 1951 opgerichte amateurvoetbalvereniging uit Hoogkerk, provincie Groningen, Nederland. CSVH speelde alleen in de zaterdagafdeling van het amateurvoetbal. In juli 2015 fuseerde de vereniging met de plaatselijke zondagclub VV Hoogkerk tot HFC'15.
Het standaardelftal speelde het laatste seizoen (2014/15) in de Tweede klasse van het KNVB-district Noord. De jeugd van de club speelde samen met die van de zondagclub vv Hoogkerk bij de SJO De Held (Samenwerkende Jeugd Opleiding) in competitieverband.

## Accommodatie
De accommodatie van CSVH was Sportpark Hoogkerk (ook als Sportpark De Verbetering bekend) dat in juni 2004 in gebruik was genomen. Het sportpark werd gedeeld met vv Hoogkerk.

## Resultaten amateurvoetbal 1966–2015
| 10 4B |

| 5 4C |

| 10 4C |

| 1 1A |

| 12 4B |

| 2 1C |

| 1 1B |

| 11 4B |

| 6 4B |

| 3 4B |

| 7 4B |

| 12 4B |

| 12 4B |

|  |

| 3 1B |

| 4 1B |

| 9 1B |

| 12 1B |

| 2 2A |

| 3 2A |

|  |

| 1 2B |

|  |

| 12 4C |

| 6 1A |

| 8 1A |

| 5 1A |

| 9 1B |

| 8 1A |

| 5 1A |

|  |

| 12 3C |

| 9 4D |

| 8 4C |

| 10 4B |

| 5 5C |

| 6 5C |

| 3 5C |

| 1 5C |

| 6 4C |

| 2 4C |

| 10 3B |

| 6 4C |

| 1 4D |

| 10 3C |

| 2 3C |

| 1 3C |

| 5 2J |

| 4 2J |

| 12 2J |

| Tweede klasse | Derde klasse | Vierde klasse | Vijfde klasse | Eerste klasse GVB | Tweede klasse GVB |

Amicitia VMC · Be Quick 1887 · Blauw Geel '15 · DIO Groningen · DIVA '83 · VV Engelbert · GSAVV Forward · VV GEO · VV Glimmen · VV Gorecht · GRC Groningen · Groen-Geel · VV Groningen · VV Groninger Boys · VV Gruno · GVAV-Rapiditas · VV Haren · VV Helpman · HFC'15 · Italian Boys · Kids United · GSVV The Knickerbockers · FC Lewenborg · Lycurgus · VV Mamio · VV Omlandia · Oosterparkers · Oranje Nassau · PKC '83 · VV Potetos · SC Stadspark · Sv TEO · Velocitas 1897 · VVK · SV Woltersum